# Col des Frêtes de Rosairy
Le col des Frêtes de Rosairy est un petit col de France situé en Haute-Savoie, au-dessus de Thônes, entre la montagne de Cotagne au nord et la Tournette au sud. Il permet de passer de la vallée du Malnant depuis le hameau de Montremont à l'ouest au versant Nord-Est de la Tournette au-dessus des Clefs. Le sentier de randonnée qui le franchit constitue une partie de l'itinéraire du GRP Massif de Tournette-Aravis qui passe par le refuge du Rosairy situé juste sous le col à l'est, sur un sentier faisant l'ascension de la Tournette.

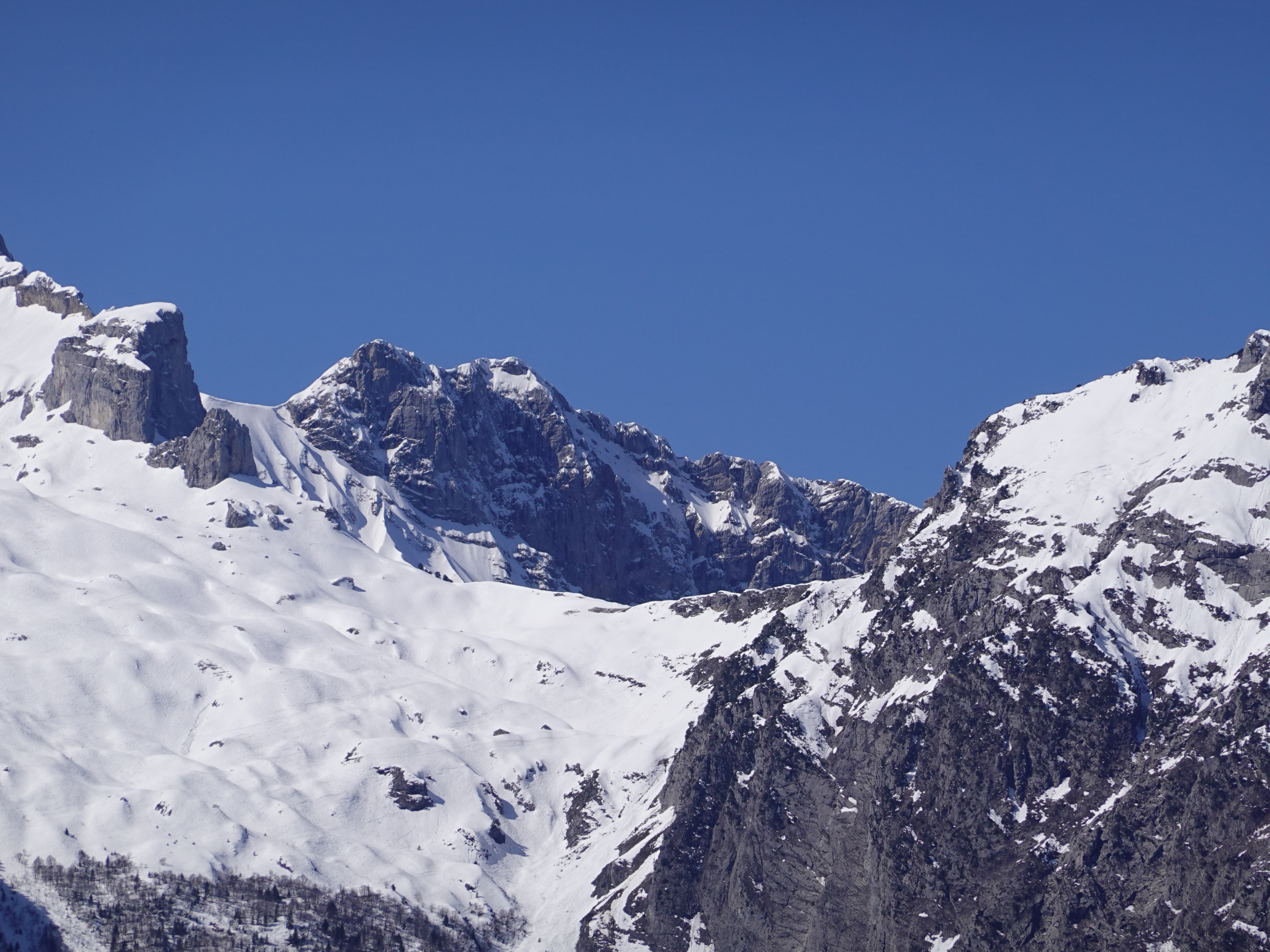
Vue enneigée du col des Frêtes de Rosairy entre la Tournette à gauche et la montagne de Cotagne à droite.

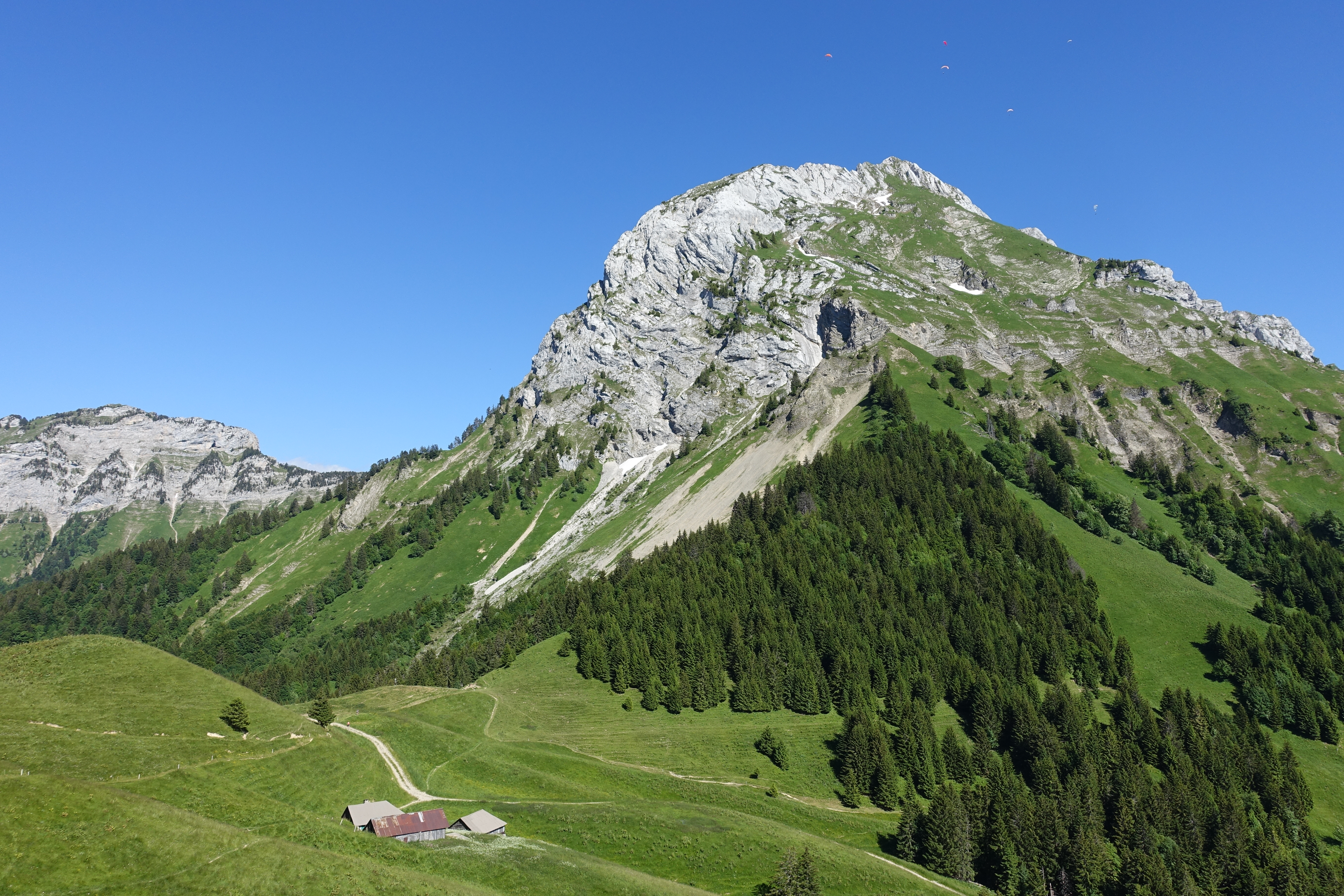
Vue du col des Frêtes de Rosairy (à gauche) depuis l'ouest par-delà le col des Nantets (premier plan) et dominés par la Tournette (à droite).